# هایاشی گاهو
هایاشی گاهو (انگلیسی: Hayashi Gahō؛ ۱۶۱۸ – ۱۶۸۸) یک فیلسوف اهل ژاپن بود.